# Art (Art Farmer)
Art è un album di Art Farmer, pubblicato dalla Argo Records nel 1961. I brani furono registrati il 21, 22 e 23 settembre 1960 al Nola Penthouse Sound Studios di New York (Stati Uniti).

## Tracce
Lato A
1. So Beats My Heart for You – 4:38 (Ballard, Henderson, Waring, DeSylva, Brown, Henderson)
2. Goodbye Old Girl – 4:24 (Richard Adler, Jerry Ross)
3. Who Cares – 5:15 (George Gershwin, Ira Gershwin)
4. Out of the Past – 5:20 (Benny Golson)

Lato B
1. Younger Than Springtime – 5:38 (Richard Rodgers, Oscar Hammerstein II)
2. The Best Thing for You Is Me – 4:06 (Irving Berlin)
3. I'm a Fool to Want You – 5:27 (Joel Herron, Frank Sinatra, Jack Wolf)
4. That Ole Devil Called Love – 4:14 (Allan Roberts, Doris Fisher)

## Musicisti
- Art Farmer – tromba
- Tommy Flanagan – pianoforte
- Tommy Williams – contrabbasso
- Albert Heath – batteria